# Cinnamomum tsoi
Cinnamomum tsoi är en lagerväxtart som beskrevs av C.K. Allen. Cinnamomum tsoi ingår i släktet Cinnamomum och familjen lagerväxter. Inga underarter finns listade i Catalogue of Life.